# Dubovce
Dubovce je naseljeno mjesto u okrugu Skalica u Trnavskom kraju u Slovačkoj.

## Stanovništvo
| Godina:     | 1993. | 2003.   | 2013.   | 2023.   |
| ----------- | ----- | ------- | ------- | ------- |
| Broj ljudi: | 653   | 670     | 637     | 621     |
| Razlika:    |       | +2,60 % | -4,92 % | -2,51 % |

| Godina:     | 2022. | 2023. |
| ----------- | ----- | ----- |
| Broj ljudi: | 621   | 621   |
| Razlika:    |       | +0 %  |

Prema podacima o broju stanovnika iz 2023. godine naselje je imalo 621 stanovnika.

## Vanjske poveznice
|  | Zajednički poslužitelj ima još gradiva o temi Dubovce |

- Službena stranica naselja (sl.)